# Université normale nationale de Changhua
 (octobre 2017).
L'université normale nationale de Changhua (chinois simplifié : 国立彰化师范大学 ; chinois traditionnel : 國立彰化師範大學 ; pinyin : Guólì Zhānghuà Shīfàn Dàxué, anglais : National Changhua University of Education), désignée aussi comme Changshida (彰師大,　Zhāngshīdà), est une université publique taïwanaise, se situant dans la ville de Changhua, créée en 1971.